# Pillola del giorno dopo

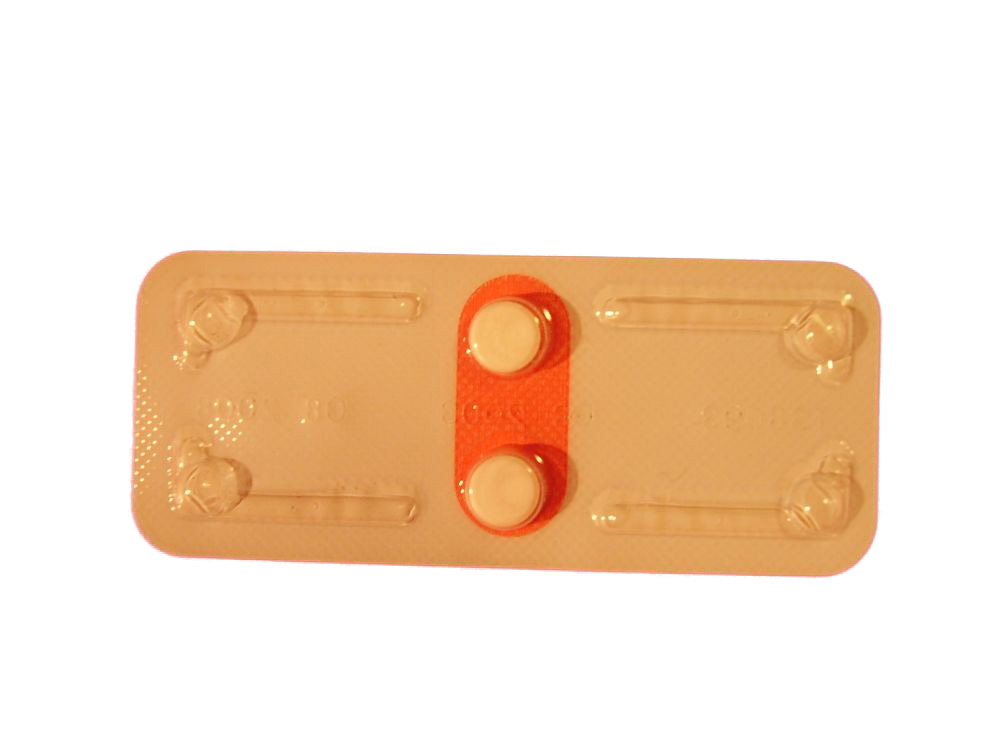
Un blister con le pillole del giorno dopo

La pillola del giorno dopo (Pgd) è un farmaco utilizzato come metodo di contraccezione post-coitale, ossia per la contraccezione di emergenza, entro le 72 ore (3 giorni) o 120 ore (5 giorni) successive a un rapporto sessuale. Sono disponibili diverse preparazioni: a base del progestinico levonorgestrel, una sostanza presente anche in molte pillole contraccettive, impiegata però in un dosaggio 10-15 volte maggiore rispetto al dosaggio giornaliero (1,5 mg) e a base di ulipristal acetato, un modulatore selettivo del recettore del progesterone. Entrambi i farmaci sono stati approvati sia negli Stati Uniti sia in Europa come farmaci SOP, ovvero senza obbligo di prescrizione o ricetta. Tanto l'ulipristal acetato quanto il levonorgestrel agiscono bloccando l'ovulazione. Secondo gli studi più recenti Levonorgestrel non ha effetti sull'impianto e non è quindi in alcun modo abortivo. Sulla base di 9 studi condotti, l'OMS precisa che la pillola del giorno dopo a base di levonorgestrel ha un'efficacia che oscilla tra il 52% e il 94%, mentre la pillola del giorno dopo a base di ulipristal acetato è efficace comunque al 98%.
L'Organizzazione mondiale della sanità (OMS) ha chiarito sul proprio sito che la pillola del giorno dopo non è in grado di impedire l'annidamento dell'ovulo fecondato nell'utero; per questo motivo la pillola è stata catalogata come anti-ovulatorio (impedisce il rilascio dell'ovulo dalle ovaie).
La pillola del giorno dopo in quanto contraccettivo non va confusa con il mifepristone, il farmaco per l'interruzione volontaria della gravidanza noto come RU-486 da cui si differenzia per principi attivi, tempi di assunzione e meccanismi di azione.

## Tipi di pillola del giorno dopo
Esistono tre forme principali di contraccezione ormonale d'emergenza:
- La versione originale, denominata anche metodo Yuzpe da Albert Yuzpe il suo inventore e sempre meno in uso, implicava alte dosi di estrogeni e di progestinico in due dosi a 12 ore di intervallo. Questo metodo è considerato meno efficace e in genere meno tollerato del farmaco contenente solamente il progestativo.
- Il metodo più recente prevede una dose di 1,5 milligrammi di un progestinico, il levonorgestrel. I nomi commerciali con cui viene distribuito in Italia sono NorLevo, Lonel (una sola compressa da 1,5 mg) e Levonelle (due compresse da 0,750 mg). Questo metodo è conosciuto per essere più efficace, più sicuro e meglio tollerato del metodo Yuzpe. È disponibile negli Stati Uniti d'America e in Canada con il nome di plan B, nel Regno Unito, Germania e in altri paesi con il nome di Norlevo, Lonel, Levonelle ed altri.
- Ancora più recente è l'ulipristal acetato (UPA), un modulatore selettivo del recettore del progestrone e noto anche come pillola dei cinque giorni dopo, in quanto agisce fino a 120 ore dal rapporto considerato a rischio di gravidanza indesiderata. In Italia viene distribuito con il nome di ellaOne.

## Funzionamento
Il principale effetto della contraccezione post-coitale che utilizza il progestinico levonorgestrel è di ritardare o bloccare l'ovulazione. È stato inoltre riscontrato che può impedire la fecondazione inibendo il trasporto degli spermatozoi.
Come per il levonorgestrel, anche per la contraccezione post coitale che utilizza il modulatore selettivo del progesterone ulipristal acetato il principale effetto è quello di ritardare o bloccare l'ovulazione, ma mentre il levonorgestrel non è in grado di bloccare l'ovulazione se il picco dell'ormone LH ha già iniziato a salire, la formulazione a base di Ulipristal Acetato è in grado di spostare l'ovulazione anche dopo che il processo che conduce all'ovulazione è già iniziato. 
In passato si ipotizzava che il levonorgestrel potesse inibire l'impianto dell'ovulo fecondato nell'utero, avendo quindi effetto abortivo secondo la vecchia definizione di gravidanza, che ne identificava l'inizio con la fecondazione anziché con l'impianto come prevede oggi l'OMS. Questa ipotesi è alla base della lotta dei movimenti cosiddetti pro-life contro il farmaco. Tuttavia, studi più recenti sembrano escludere questa evenienza. Nel 2005 l'OMS ha chiarito che “la contraccezione di emergenza con levonorgestrel ha dimostrato di prevenire l'ovulazione e di non avere alcun rilevabile effetto sull'endometrio (la mucosa uterina) o sui livelli di progesterone, quando somministrata dopo l'ovulazione. La pillola è inefficace dopo l'annidamento e non provoca l'aborto”.
Poiché l'effetto antinidatorio è ancora citato in molti fogli illustrativi dei farmaci contenenti il levonorgestrel, nell'ottobre 2008 la Federazione Internazionale di Ginecologia e Ostetricia (FIGO) e il Consorzio Internazionale per la Contraccezione di Emergenza (ICEC) hanno diramato il documento Statement on Mechanism of Action sullo stato della materia riguardo al meccanismo d'azione. In questo documento, basato su molteplici studi, si invita a modificare i fogli illustrativi non ancora aggiornati in quanto il farmaco, non ostacolando l'impianto, "non impedisce lo sviluppo dell'embrione" se iniziato e quindi "qualunque definizione di gravidanza si utilizzi, non è mai abortivo".

## Efficacia
L'efficacia della pillola del giorno dopo dipende dalla tempestività con cui viene assunta dopo il rapporto sessuale non protetto. È dimostrato da uno studio dell'OMS su 5000 donne che il levonorgestrel assunto nei cinque giorni che seguono il rapporto a rischio diminuisce le probabilità di rimanere incinta dal 60% al 90%. In generale, l'assunzione del farmaco entro le prime 24 ore dal rapporto a rischio garantisce un'efficacia del 95% e scende fino ad annullarsi nelle 72 ore. L'OMS raccomanda l'assunzione di 1,5 mg di levonogestrel in un'unica soluzione.
Laddove la pillola del giorno dopo venga assunta tardivamente, cioè a impianto dell'embrione umano nell'utero già avvenuto, essa non influisce in alcun modo sulla successiva gravidanza; tuttavia, per il suo meccanismo di funzionamento la sua assunzione è controindicata nelle donne che hanno già fattori di rischio elevati per gravidanze di tipo extrauterino.
A causa della maggiore possibilità di rischio di gravidanza rispetto agli altri contraccettivi, la contraccezione di emergenza è destinata esclusivamente a casi urgenti e non è raccomandata come metodo di contraccezione regolare. Inoltre, il ricorso frequente a questo farmaco comporta un aumento dei suoi effetti collaterali, in particolare per quanto riguarda la regolarità del ciclo mestruale. Ad ogni modo l'utilizzo ripetuto non presenta rischi conosciuti per la salute.
In alcuni casi è causa di modesti effetti collaterali come nausea, vomito, perdite ematiche, astenia, cefalea.

## Situazione legale a livello internazionale

### Stati Uniti
Dal 2006, per decisione della Food and Drug Administration, la pillola del giorno dopo è liberamente venduta tra i medicinali da banco e quindi non solo nelle farmacie, ma anche nei supermercati. Tutte le donne che abbiano compiuto i 18 anni possono acquistarla senza prescrizione medica. Permane per le minorenni l'obbligo di presentazione della ricetta. Dal 2009 l'acquisto senza ricetta è stato esteso anche alle ragazze diciassettenni.

### Unione europea
Dal 2002 una risoluzione del Parlamento europeo sulla salute e i diritti sessuali e riproduttivi raccomanda ai governi degli Stati membri e dei paesi candidati di agevolare l'accesso alla contraccezione d'emergenza a prezzi accessibili.
Il 21 novembre 2014 l'Unione Europea, tramite la Commissione europea per i Prodotti Medicinali Umani (Autorità Europea per i Medicinali), ha reso disponibile questo farmaco anche senza la ricetta medica, dando l'ok all'accesso diretto al contraccettivo d'emergenza a base di ulipristal acetato, dichiarando che debba essere applicata a tutti gli stati membri entro il 2015.

#### Italia
Dal 10 ottobre 2020, per tutte le donne, anche minorenni, la pillola del giorno dopo a base di ulipristal acetato è un farmaco SOP, ovvero senza obbligo di prescrizione. 
Per le donne maggiorenni è farmaco SOP anche quella a base di levonorgestrel, ma, in questo caso, resta l'obbligo di prescrizione per le minorenni. Per poter assumere il farmaco a base di levonorgestrel è quindi necessario rivolgersi ad un consultorio, presidio istituzionalmente deputato ai temi della contraccezione e della procreazione responsabile, al proprio medico di famiglia, ad un ginecologo, al pronto soccorso oppure ad un presidio di guardia medica.
Il personale sanitario è tenuto al segreto professionale e la prescrizione relativa è considerata prestazione d'urgenza, perché eventuali ritardi potrebbero correlarsi ad un maggior rischio di gravidanza indesiderata.

#### Francia
È disponibile nelle farmacie senza la necessità di prescrizione medica. È inoltre disponibile gratuitamente nelle scuole anche per ragazze minorenni, senza l'obbligo di dichiarare la propria identità.

#### Spagna
Dal 2009 la pillola del giorno dopo è acquistabile in tutte le farmacie senza ricetta, anche dalle minorenni. In precedenza la pillola richiedeva la prescrizione medica, tuttavia, poiché la legge spagnola permette ai comuni libertà di scelta in questi ambiti regolamentari, in alcuni centri la distribuzione della pillola del giorno dopo era già libera e gratuita.

#### Svizzera
Dal 2002 è disponibile nelle farmacie senza la necessità di prescrizione medica.

#### Regno Unito
È disponibile senza la prescrizione medica in tutto il territorio britannico. Alcune città, come Manchester, hanno iniziato in via sperimentale la distribuzione gratuita.

#### Altri Stati
La pillola del giorno dopo è inoltre disponibile senza prescrizione medica nei seguenti paesi: Sudafrica, Albania, Algeria, Australia, Belgio, Canada (Québec), Cile, Danimarca, Finlandia, Grecia, Israele, Messico, Paesi Bassi, Norvegia, Portogallo e Svezia, Romania, Brasile, Russia.

## Controversie etiche

### La posizione della Chiesa e del mondo cattolico
La Chiesa cattolica ha mosso numerose obiezioni all'utilizzo della pillola del giorno dopo sostenendo che la sua commercializzazione come contraccettivo d'emergenza non sia moralmente accettabile, poiché un'eventuale «azione "antinidatoria" della pillola del giorno dopo in realtà nient'altro [sarebbe] se non un aborto realizzato con mezzi chimici». Infatti, secondo la Chiesa «la gravidanza [...] comincia dalla fecondazione e non già dall'impianto della blastocisti nella parete uterina, come invece si tenta di suggerire implicitamente». Questa posizione non tiene conto degli studi più recenti che escludono l'effetto abortivo qualunque definizione di gravidanza si utilizzi.
La Chiesa cattolica considera l'assunzione della pillola del giorno dopo, in quanto finalizzata all'aborto, come un gravissimo disordine morale che non permette di accedere ai sacramenti fino a che la persona non abbia compreso la gravità dell'atto e se ne sia pentita nel contesto del sacramento della riconciliazione. Non vi è scomunica, come per l'aborto, ma solo perché non esiste la sicurezza che l'ovulo fosse fecondato, e quindi embrione, oppure no.
La Conferenza episcopale tedesca ha espresso parere favorevole all'assunzione della pillola anticoncezionale del giorno dopo, quando essa venga richiesta da donne che sono state vittime di violenza sessuale, nel caso il farmaco sia richiesto per non affrontare una gravidanza non voluta e determinata dal solo stupro. A questo proposito monsignor Robert Zoellitsch, il presidente della Conferenza, ha autorizzato le cliniche ed ospedali cattolici alla distribuzione e somministrazione del farmaco solo nei casi in cui l'azione farmacologica sia quella di impedire la fecondazione dell'ovulo e non quando l'effetto possa essere quello di provocare un aborto.

### La polemica sull'obiezione di coscienza
Ritenendo la pillola del giorno dopo un farmaco abortivo ed in considerazione del fatto che «il risultato finale [dell'utilizzo del farmaco] sarà [...] l'espulsione e la perdita di questo embrione», la Chiesa ha esortato «vivamente tutti gli operatori del settore a mettere in atto con fermezza un'obiezione di coscienza morale [...] di fronte a nuove forme nascoste di aggressione agli individui più deboli ed indifesi, come è il caso dell'embrione umano», benché in molti paesi l'obiezione di coscienza contro questo farmaco sia illegale.
A questo proposito, nell'ottobre del 2007, partecipando al Congresso internazionale dei farmacisti cattolici, Benedetto XVI ha chiesto alle federazioni partecipanti di affrontare il problema affinché il diritto all'obiezione possa essere riconosciuto ed esercitato legalmente. Tuttavia, nel mondo cattolico non mancano posizioni discordanti. Per esempio, Tiziano Motta, ginecologo della clinica Mangiagalli e medico obiettore, non considera il farmaco abortivo e lo prescrive tranquillamente.
Una posizione simile viene dal dr. Joe DeCook, vicepresidente dell'Associazione americana di ostetrici e ginecologi pro-life, che nel 2004 affermava "l'effetto post fertilizzazione era una pura speculazione diventata verità a forza di ripeterla". E ancora "nel nostro gruppo le opinioni sono contrastanti. Noi diciamo che è una decisione che spetta al singolo medico perché non ci sono prove".

#### La situazione in Italia
Considerando la contraccezione di emergenza una forma di aborto, gli ambienti cattolici italiani vorrebbero, se non vietarla esplicitamente, farla rientrare nell'ambito della Legge n.194 del 22 maggio 1978, ovvero sottoporre le donne che vorrebbero assumerla a tutti i controlli e le procedure previste in quel caso. In questo modo il farmaco diverrebbe di fatto inutilizzabile visto che la legge 194/1978 prevede un tempo di attesa di almeno 7 giorni dalla richiesta di aborto all'intervento contro il limite di 48-72 ore dal rapporto sessuale previsto per l'assunzione della pillola del giorno dopo.
La legge 194 del 22 maggio 1978 prevede l'obiezione di coscienza esclusivamente nei confronti dell'aborto, pertanto la prescrizione e la fornitura della pillola del giorno dopo rientrano nella normale giurisdizione del rapporto medico-paziente che prevede che il medico non possa negare un trattamento richiesto dal paziente sulla base di convinzioni morali personali. Nonostante ciò si è sviluppato un dibattito intorno all'esistenza o meno del diritto da parte degli operatori sanitari cattolici di ricorrere all'obiezione di coscienza, cioè di rifiutarsi di prescrivere la pillola alle donne che la richiedono, basata sull'interpretazione della pillola del giorno dopo come farmaco abortivo. 
A questo proposito, nel 2004, su sollecitazione dell'Ordine dei Medici e degli Odontoiatri di Venezia, il Comitato nazionale per la bioetica si dichiarò a favore della possibilità da parte dei medici di effettuare obiezione di coscienza se questa non pregiudica per questioni di urgenza la salute della paziente. La posizione del Comitato nazionale per la bioetica non ha valore vincolante ed è stata spesso contestata. Nel programma di governo dell'Unione, durante la XV legislatura, era presente l'intenzione di togliere l'obbligo della ricetta per la contraccezione d'emergenza in modo da allinearsi alla maggioranza dei paesi europei. Tuttavia il punto è rimasto oggetto di discussione: se da un lato da parte degli ambienti cattolici si rivendica il diritto all'obiezione di coscienza, dall'altro c'è chi ritiene che la struttura o il medico che neghi il diritto all'accesso a questo farmaco, specialmente se non c'è la possibilità per la paziente di rivolgersi rapidamente e agevolmente altrove, commetta reato di omissione di soccorso e abuso d'ufficio, data la necessità di assumere tempestivamente il farmaco per evitare lo sviluppo della gravidanza. Questa posizione è sostenuta dai radicali e in generale dagli esponenti laici presenti in vari partiti, in particolare di sinistra,
A seguito di alcuni procedimenti giudiziari e un servizio delle Iene in cui si mostrava la difficoltà nel reperire il farmaco, nei primi mesi del 2008 si è nuovamente sviluppata la polemica intorno all'illegittimità dell'obiezione di coscienza nel caso della pillola del giorno dopo. A questo proposito il Ministro della Salute Livia Turco ha dichiarato che «La pillola del giorno dopo e la contraccezione d'emergenza vanno garantite in consultori, pronto soccorso e presidi di guardia medica» invitando «a segnalare tutti i casi nei quali nelle strutture del servizio sanitario nazionale si incontrino difficoltà per ottenere la prescrizione della “pillola del giorno dopo”». 
Dal 10 ottobre 2020 la pillola del giorno dopo a base di ulipristal acetato è diventata un farmaco SOP, ovvero senza obbligo di prescrizione, per tutte le donne, anche minorenni. La determina AIFA è stata pubblicata sul sito AIFA.

##### Il Codice di deontologia medica
Gli articoli del "Codice di deontologia medica", emanato dalla "Federazione Nazionale degli Ordini dei Medici chirurghi e degli Odontoiatri"  il 16 dicembre 2006, cui si fa riferimento in questo dibattito sono l'art. 8 sull'Obbligo di intervento in cui si dice che "il medico, indipendentemente dalla sua abituale attività, non può mai rifiutarsi di prestare soccorso o cure d'urgenza e deve tempestivamente attivarsi per assicurare assistenza" e l'art. 22 secondo cui "il medico al quale vengano richieste prestazioni che contrastino con la sua coscienza o con il suo convincimento clinico, può rifiutare la propria opera, a meno che questo comportamento non sia di grave e immediato nocumento per la salute della persona assistita e deve fornire al cittadino ogni utile informazione e chiarimento". 
Il 26 ottobre 2008 la Federazione dei Medici ha inoltre varato il documento in cui si afferma che i medici hanno l'obbligo deontologico di fornire la prescrizione della pillola del giorno dopo alle donne che ne facciano richiesta, Si afferma come "l'equilibrio tra il diritto del medico alla clausola di scienza e coscienza che trova il suo fondamento nell'articolo 22 del Codice di deontologia medica e quello della donna alla fruizione della prestazione riconosciuta come disponibile non fa venir meno l'obbligo, anche deontologico, dei medici di adoperarsi per tutelare, nei termini suddetti, l'accesso alla prescrizione nei tempi appropriati".

## Soccorso Civile - Pillola del giorno dopo
A partire dal 14 giugno 2008 l'associazione "Vita di donna" ha dato il via all'iniziativa "SOS - Pillola del giorno dopo", fornendo assistenza immediata, in primis la ricetta medica, a tutte quelle donne cui è stata negata la prescrizione della pillola del giorno dopo in una struttura pubblica o che hanno riscontrato problemi nel reperirla nelle farmacie. Il servizio per ora è attivo solo a Roma, Milano, Bari e Salerno ed è completamente gratuito. Anche l'AIED, Associazione Italiana per l'Educazione Demografica, fornisce assistenza immediata in tutti i suoi consultori sparsi sul territorio nazionale, seppur a pagamento.
Oltre alla ricetta, si può ricevere assistenza per procedere legalmente nei confronti dei medici, delle strutture pubbliche e dei farmacisti che rifiutano di prescrivere o di fornire il farmaco.